# Xeri
Xeri oder Kseri (griechisch Ξερή) ist ein Kartenspiel für 2 Personen, das mit einem 52er Blatt (Pokerspiel) ohne Joker bevorzugt in Griechenland gespielt wird. Es ähnelt dem türkischen Kartenspiel Pişti.

## Regeln
Ziel des Spiels ist es, mehr Punkte als der Gegner zu erreichen. Das Spiel wird in mehreren Runden gespielt, bis einer der Spieler mindestens 37 Punkte erreicht hat.

### Spielablauf
Es werden immer je 6 Karten an die beiden Mitspieler ausgegeben und abwechselnd ausgespielt. Zu Beginn werden 4 Karten offen auf dem Tisch ausgelegt.
Jedes Mal, wenn die 6 Handkarten ausgespielt sind, werden erneut 6 Karten an beide Mitspieler ausgegeben. Die Runde ist zu Ende, wenn die letzten 6 Karten ausgespielt sind. Der Spieler, der die letzten Karten aufnehmen kann, bekommt die restlichen Karten, die noch offen auf dem Tisch liegen.

### Karten nehmen und ablegen
Wenn man mit einer Karte, die man ablegt, den Wert von einer oder die Summe aus mehreren Tischkarten erreicht, darf man diese Karten nehmen. Das Gleiche gilt bei Bildern (Bube, Dame und König). Dabei zählt das As 1 Punkt und alle Zahlenkarten ihren aufgedruckten Wert. So kann man mit dem Ablegen einer 6 eine bereits liegende 6 nehmen oder man kann mit einer 7 die bereits liegenden 3 und 4 nehmen. Bilder können nicht kombiniert werden. Kann man keine Karten aufnehmen, muss man eine freie Karte ablegen.

### Karten kombinieren
Man kann auch durch das Ablegen einer Karte diese mit der Tischkarte kombinieren und damit den Wert addieren. So kann ein Spieler auf eine liegende 3 eine 5 legen und laut 8 sagen. In diesem Fall können die kombinierten Karten nur mit einer 8 genommen werden. Allerdings darf man nur kombinieren, wenn man selber in der Lage wäre, die Kombination aufzunehmen. Im Beispiel muss der Spieler, der auf 8 kombiniert, auch eine 8 auf der Hand haben und er muss die Kombination nehmen, bevor er eine freie Karte ablegt. Er kann auch andere Karten nehmen, bevor er die Kombination nimmt, aber er darf keine freie Karte ablegen, bevor er die Kombination genommen hat.
Der andere Spieler kann seinerseits wieder erhöhen, falls er die passenden Karten besitzt. Im obigen Beispiel kann der Gegner mit einem Ass auf 9 erhöhen, wenn er eine 9 auf der Hand hat. Das kann im Extremfall bis zu einer 10 weitergehen.
Falls ein Spieler den Tisch komplett leeren kann, also die letzte liegende Karte mit einer passenden aufnehmen kann, ist das ein Xeri und bringt dem Spieler sofort 10 Punkte. Diese aufgenommenen Karten werden gesondert gelegt und eine Karte bleibt offen, damit man das Xeri beim Zählen gut erkennt.

### Punkte
Die Punktezählung beinhaltet:
- Wer am Ende der Runde die meisten Karten hat, bekommt 4 Punkte.
- Für jedes As in den gewonnenen Karten erhält man 1 Punkt.
- Die Kreuz 2 zählt einen Punkt.
- Die Karo 10 zählt 2 Punkte.
- Einen Xeri gemacht: 10 Punkte.

Damit kann man in einer Runde ohne Xeri maximal 11 Punkte bekommen. Die Bedeutung eines Xeris zeigt sich am Erhalt von sofort 10 Punkten.

### Strategien
Tipps für das Spiel:
- Man sollte nie zwei kombinierbare Zahlenkarten alleine liegen lassen, sonst riskiert man ein Xeri.
- Man sollte dem Gegner nach Möglichkeit 2 nicht kombinierbare Karten liegen lassen, dann ist er unter Zugzwang und muss entweder eine freie Karte ablegen oder mit einer der liegenden Zahlenkarten fest kombinieren.
- Wenn man die Möglichkeit hat, sollte man den Gegner zwingen, ein Xeri am Tisch liegen zu lassen. Es kann vorkommen, dass der Gegner bei drei liegenden Karten eine fest kombiniert. Hat man zufällig beide noch liegenden freien Karten auf der Hand, nimmt man eine davon, der Gegner muss als Nächstes die feste Kombination nehmen und man kann selbst das Xeri bekommen.
- Xeris kommen oft in Serie, weil der Gegner nach einem Xeri eine einzeln liegende freie Karte spielen muss.